# Manětín
Manětín (in tedesco Manetin) è una città della Repubblica Ceca facente parte del distretto di Plzeň-sever, nella regione di Plzeň.